# سعاد الغجرية (فلم)
سعاد الغجرية، فيلم مصري من إنتاج عام 1928 قامت الممثلة فردوس حسن بدور البطولة به.

## قصة الفيلم
يجمع الحب بين قلب الفتاة الغجرية سعاد (فردوس حسن) وبين عمدة شيخ العرب جويدة (عبد العزيز خليل) وذلك عقب اختطاف الغجر لها وضمها إلى قبيلتهم فتعمل في السيرك وهناك يحاول سمعان (محمد التوني) مضايقتها والاعتداء عليها إلا أن جويدة ينقذها من براثنه ويطلب منها الزواج.

## الممثلون
- فردوس حسن ... سعاد الغجرية
- أمينة رزق ... خطيبة مختار
- عبد العزيز خليل ... العمدة شيخ العرب
- محمد كمال المصري شرفنطح ... برابور غجري
- حسين إبراهيم ... لتابع
- محمد التوني ... سمعان

## روابط خارجية
- سعاد الغجرية على موقع IMDb (الإنجليزية)
- سعاد الغجرية على موقع الدهليز
- سعاد الغجرية على موقع قاعدة بيانات الأفلام العربية
- سعاد الغجرية على موقع قاعدة بيانات الفيلم (الإنجليزية)